# Teuriochaimai

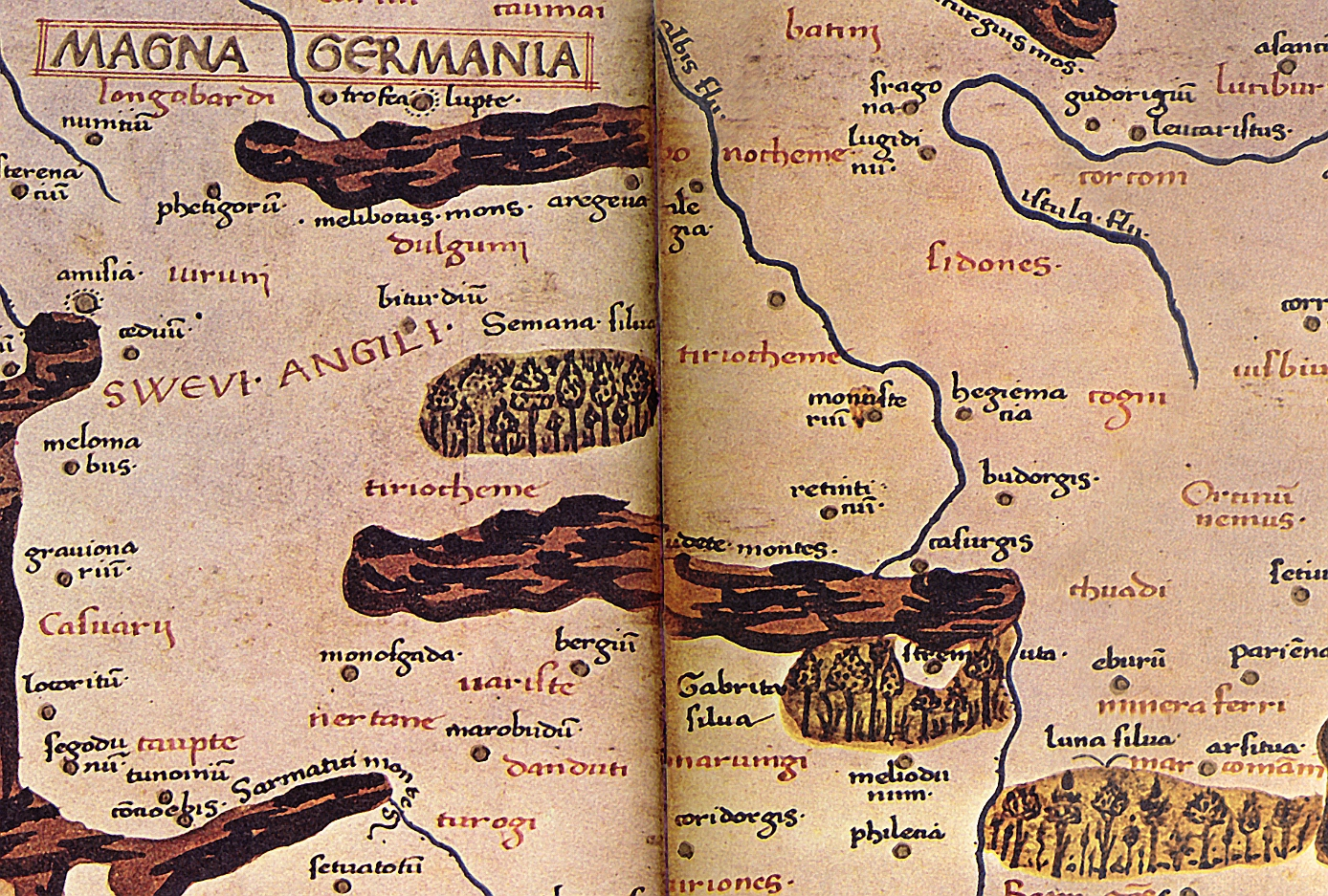
Gebiet der Teuriochaimai nach Ptolemaios

Die in Latein Teuriochaemae genannten Teuriochaimai (altgriechisch Τευριοχαῖμαι) waren ein germanischer Volksstamm, der nur von Ptolemaios in seiner Geographike im elften Kapitel des zweiten Buches zur Germania magna überliefert ist. Die Teuriochaimai waren von den Nuaristen durch das Soudeta ore, das heutige Erzgebirge und den Thüringer Wald, geschieden. Ihr Siedlungsgebiet lag etwa im heutigen Mitteldeutschland.

Ptolemaios setzt die Teuriochaimai oberhalb des Soudeta Ore, unterhalb dieses Gebirges setzt er die Nuaristen, dann folgt der Gabretawald. 

## Name
Seit Rudolf Much wird der Name Teuriochaimai als ,(germanische) Bewohner des Landes, das früher von den (keltischen) Teurii bewohnt wurde` interpretiert. Der keltische Namensbestandteil Teuri- weist auf die Lokalisierung an einem langgestreckten Gebirge hin. Dieser keltische Völkername lässt sich daher auch mit den keltischen Völkernamen Taurisker oder Teurisker im heutigen Kärnten verbinden. Das germanische Namenselement -haim- hingegen zeigt an, dass der Norden des Soudeta ore zur Zeit der Quellentexte des Ptolemaios schon von Germanen bewohnt war.

## Archäologie
Im Norden des heutigen Thüringens und Sachsen-Anhalts lassen sich für etwa ab 450 v. Chr. anhand der archäologischen Funde die Jastorf-Kultur, die mit den frühen Germanen verbunden wird, sowie im Süden Kelten und keltisch beeinflusste Gruppen nachweisen. Zuvor, während der Frühbronzezeit, war in weiten Teilen Thüringens und Sachsen-Anhalts die Aunjetitzer Kultur verbreitet, für die darauffolgenden vorgermanischen Epochen lassen sich Einflüsse der Lausitzer und der Hallstattkultur feststellen.
An diese keltischen Einflüsse in Mitteldeutschland erinnere der germanische Völkername Teuriochaimai, den Ptolemaios auf eine Bevölkerung nördlich des Sudeta ore beziehe, das nicht den heute so benannten Gebirgszug meine, sondern – so Wolfgang Laur – das Erzgebirge und das Fichtelgebirge.
Die Region der Teuriochaimai – das „Heim der Teurier“ – nördlich des Erzgebirges sowie des Thüringer Waldes wurde von archäologischer Seite als das Siedlungsgebiet der Naumburger Gruppe bestimmt. Damit ist wohl frühgeschichtlich erstmals eine archäologische Kultur Mitteldeutschlands mit einem antiken Stammesnamen verbunden.